# The Chemical Brothers
The Chemical Brothers – dwuosobowa angielska grupa muzyki elektronicznej składająca się z Toma Rowlandsa oraz Eda Simonsa. Początkowo zespół nagrywał pod nazwą The Dust Brothers i współpracował przy tworzeniu muzyki elektronicznej między innymi z The Prodigy. The Chemical Brothers w późniejszym czasie nagrywali także z takimi twórcami muzyki elektronicznej jak Moby i Underworld.
The Chemical Brothers tworzyli ścieżki dźwiękowe do wielu głośnych amerykańskich filmów, między innymi Święty, Niebiańska plaża, Efekt motyla, Hakerzy, Vanilla Sky, Slumdog. Milioner z ulicy, także angielskich produkcji takich jak The Acid House.
Początkowo nazywali się The Dust Brothers, dla uhonorowania duetu producentów z Ameryki o tej samej nazwie. Jednak kwestie prawne zmusiły ich do zmiany nazwy w 1995. Razem z The Prodigy, Fatboy Slim, The Crystal Method oraz innymi, mniej znanymi zespołami, są pionierami big beatu.

## Dyskografia
Albumy
| Tytuł                       | Dane dot. albumu                                           | Pozycja na liście | Pozycja na liście | Pozycja na liście | Pozycja na liście | Pozycja na liście | Pozycja na liście | Pozycja na liście | Certyfikat               |
| Tytuł                       | Dane dot. albumu                                           | USA               | AUS               | FRA               | NZL               | NLD               | UK                | IRL               | Certyfikat               |
| --------------------------- | ---------------------------------------------------------- | ----------------- | ----------------- | ----------------- | ----------------- | ----------------- | ----------------- | ----------------- | ------------------------ |
| Exit Planet Dust            | - Data: 26 czerwca 1995 - Wydawca: Junior Boy’s Own        | –                 | –                 | –                 | 42                | 77                | 9                 | –                 | - UK: platynowa płyta    |
| Dig Your Own Hole           | - Data: 7 kwietnia 1997 - Wydawca: Virgin, Freestyle Dust  | 14                | 3                 | 24                | 2                 | 23                | 1                 | –                 | - UK: platynowa płyta    |
| Surrender                   | - Data: 21 czerwca 1999 - Wydawca: Virgin, Freestyle Dust  | 32                | 5                 | 8                 | 7                 | 14                | 1                 | 43                | - UK: 2x platynowa płyta |
| Come with Us                | - Data: 28 stycznia 2002 - Wydawca: Virgin, Freestyle Dust | 32                | 1                 | 4                 | 1                 | 30                | 1                 | 1                 | - UK: złota płyta        |
| Push the Button             | - Data: 24 stycznia 2005 - Wydawca: Virgin, Freestyle Dust | 59                | 5                 | 17                | 8                 | 7                 | 1                 | 3                 | - UK: złota płyta        |
| We Are the Night            | - Data: 2 lipca 2007 - Wydawca: Virgin, Freestyle Dust     | 65                | 18                | 28                | 19                | 17                | 1                 | 4                 | - UK: złota płyta        |
| Further                     | - Data: 22 czerwca 2010 - Wydawca: Virgin, Freestyle Dust  | 63                | 9                 | 34                | 19                | 42                | –                 | 19                |                          |
| Born in the Echoes          | - Data: 17 lipca 2015 - Wydawca: Virgin, Freestyle Dust    | 73                | 5                 | 29                | 10                | 4                 | 1                 | 4                 |                          |
| No Geography                | - Data: 19 kwietnia 2019 - Wydawca: Virgin EMI Records     | –                 | 17                | 48                | –                 | 26                | 4                 | 21                |                          |
| „–” album nie był notowany. |                                                            |                   |                   |                   |                   |                   |                   |                   |                          |

Kompilacje
| Singles 93–03               | - Data: 22 września 2003 - Wydawca: Virgin, Freestyle Dust  | 123 | 44 | –  | 12 | 9  | 11 | 12 | - UK: złota płyta   |
| B-Sides Volume 1            | - Data: 26 listopada 2007 - Wydawca: Virgin, Freestyle Dust | –   | –  | –  | –  | –  | –  | –  |                     |
| Brotherhood                 | - Data: 1 września 2008 - Wydawca: Virgin, Freestyle Dust   | –   | 94 | 94 | –  | 11 | 24 | 13 | - UK: srebrna płyta |
| „–” album nie był notowany. |                                                             |     |    |    |    |    |    |    |                     |

Albumy wideo
| Singles 93–03               | - Data: 22 września 2003 - Wydawca: Virgin, Freestyle Dust | –   | –  | –  |
| Don’t Think                 | - Data: 26 marca 2012 - Wydawca: Parlophone                | 194 | 89 | 58 |
| „–” album nie był notowany. |                                                            |     |    |    |

Minialbumy
| Fourteenth Century Sky      | - Data: 1 stycznia 1994 - Wydawca: Junior Boy’s Own         | –  | –  | –  |
| My Mercury Mouth E.P        | - Data: 1 stycznia 1994 - Wydawca: Junior Boy’s Own         | –  | –  | –  |
| Loops of Fury               | - Data: 13 marca 1996 - Wydawca: Freestyle Dust             | 48 | 13 | 20 |
| Come with Us                | - Data: 17 lipca 2002 - Wydawca: Virgin, Freestyle Dust     | –  | –  | –  |
| AmericanEP                  | - Data: 12 listopada 2002 - Wydawca: Virgin, Freestyle Dust | –  | –  | –  |
| Live 05                     | - Data: 29 listopada 2005 - Wydawca: Virgin, Freestyle Dust | –  | –  | –  |
| „–” album nie był notowany. |                                                             |    |    |    |

Remiks albumy
| Live at the Social Volume 1 | - Data: 1996 - Wydawca: Heavenly                           | –  | –  |
| Radio 1 Anti-Nazi Mix       | - Data: 1997 - Wydawca: Virgin, Freestyle Dust             | –  | –  |
| Brothers Gonna Work It Out  | - Data: 22 września 1998 - Wydawca: Virgin, Freestyle Dust | 95 | 24 |
| In Glint                    | - Data: 2002 - Wydawca: Freestyle Dust                     | –  | –  |
| Confront Your Demons        | - Data: 2003 - Wydawca: Virgin, Cornerstone                | –  | –  |
| „–” album nie był notowany. |                                                            |    |    |

Ścieżki dźwiękowe
| Tytuł | Dane dot. albumu                          |
| ----- | ----------------------------------------- |
| Hanna | - Data: 15 marca 2011 - Wydawca: Back Lot |

Single
| Tytuł                                             | Rok  | Pozycja na liście | Pozycja na liście | Certyfikat          | Album                                                                    |
| Tytuł                                             | Rok  | USA               | UK                | Certyfikat          | Album                                                                    |
| ------------------------------------------------- | ---- | ----------------- | ----------------- | ------------------- | ------------------------------------------------------------------------ |
| „Song to the Siren”                               | 1992 | –                 | –                 |                     | Exit Planet Dust                                                         |
| „Leave Home”                                      | 1995 | –                 | 17                |                     | Exit Planet Dust                                                         |
| „Life Is Sweet”                                   | 1995 | –                 | 25                |                     | Exit Planet Dust                                                         |
| „Setting Sun” (featuring Noel Gallagher)          | 1996 | 80                | 1                 | - UK: srebrna płyta | Dig Your Own Hole                                                        |
| „Block Rockin’ Beats”                             | 1997 | –                 | 1                 | - UK: srebrna płyta | Dig Your Own Hole                                                        |
| „Elektrobank”                                     | 1997 | –                 | 17                |                     | Dig Your Own Hole                                                        |
| „The Private Psychedelic Reel”                    | 1997 | –                 | –                 |                     | Dig Your Own Hole                                                        |
| „Hey Boy Hey Girl”                                | 1999 | –                 | 3                 | - UK: srebrna płyta | Surrender                                                                |
| „Let Forever Be” (featuring Noel Gallagher)       | 1999 | –                 | 9                 |                     | Surrender                                                                |
| „Out of Control” (featuring Bernard Sumner)       | 1999 | –                 | 21                |                     | Surrender                                                                |
| „Music: Response”                                 | 2000 | –                 | –                 |                     | Surrender                                                                |
| „It Began in Afrika”                              | 2001 | –                 | 8                 |                     | Come with Us                                                             |
| „Star Guitar”                                     | 2002 | –                 | 8                 |                     | Come with Us                                                             |
| „Come with Us” / „The Test”                       | 2002 | –                 | 14                |                     | Come with Us                                                             |
| „The Golden Path” (featuring The Flaming Lips)    | 2003 | –                 | 17                |                     | Singles 93–03                                                            |
| „Get Yourself High” (featuring k-os)              | 2003 | –                 | –                 |                     | Singles 93–03                                                            |
| „Galvanize” (featuring Q-Tip)                     | 2005 | –                 | 3                 | - UK: srebrna płyta | Push the Button                                                          |
| „Believe”                                         | 2005 | –                 | 18                |                     | Push the Button                                                          |
| „The Boxer”                                       | 2005 | –                 | 41                |                     | Push the Button                                                          |
| „Do It Again”                                     | 2007 | –                 | 12                |                     | We Are the Night                                                         |
| „The Salmon Dance” (featuring Fatlip)             | 2007 | –                 | 27                |                     | We Are the Night                                                         |
| „Midnight Madness”                                | 2008 | –                 | 80                |                     | Brotherhood                                                              |
| „Escape Velocity”                                 | 2010 | –                 | –                 |                     | Further                                                                  |
| „Swoon”                                           | 2010 | –                 | 85                |                     | Further                                                                  |
| „Another World”                                   | 2010 | –                 | –                 |                     | Further                                                                  |
| „Container Park”                                  | 2011 | –                 | –                 |                     | Hanna (ścieżka dźwiękowa)                                                |
| „This Is Not a Game” (featuring Miguel and Lorde) | 2014 | –                 | –                 |                     | The Hunger Games: Mockingjay, Pt. 1 – Original Motion Picture Soundtrack |
| „Go”                                              | 2015 | –                 | 46                |                     | Born in the Echoes                                                       |
| „Under Neon Lights”                               |      |                   |                   |                     | Born in the Echoes                                                       |
| „C-h-e-m-i-c-a-l”                                 | 2016 | –                 | –                 |                     | –                                                                        |
| „Free Yourself”                                   | 2018 |                   |                   |                     | No Geography                                                             |
| „MAH”                                             | 2019 |                   |                   |                     | No Geography                                                             |
| „Got to Keep On”                                  | 2019 |                   |                   |                     | No Geography                                                             |
| „We’ve Got to Try”                                | 2019 |                   |                   |                     | No Geography                                                             |
| „Eve of Destruction”                              | 2019 |                   |                   |                     | No Geography                                                             |